# Groupe D du Championnat d'Europe de basket-ball 2013
Les rencontres du Groupe D du Championnat d'Europe de basket-ball 2013 se déroulent entre le 4 et le 9 septembre 2013, au Bonifika Hall de Koper en Slovénie.
Le groupe est composé des équipes nationales suivantes : Grèce (4e nation mondiale au classement de la FIBA), Russie (6e mondiale), Turquie (7e mondiale), Italie (21e mondiale), Finlande (48e mondiale) et Suède (83e mondiale). Les trois premières équipes classées sont qualifiées pour le second tour (dans le groupe F en compagnie des trois premiers du groupe C).

## Format de la compétition
Chaque équipe marque deux points en cas de victoire, un point en cas de défaite et de défaite par défaut (si l'équipe est réduite à moins de deux joueurs sur le terrain) et zéro point en cas de forfait (impossibilité pour une équipe d'aligner cinq joueurs au départ du match).
Pour départager les équipes à la fin des matchs de poules en cas d'égalité de points, les critères de la FIBA sont appliqués (dans l'ordre) :
1. résultat des matchs particuliers entre les équipes concernées ;
2. différence entre points marqués et encaissés entre les équipes concernées ;
3. différence entre points marqués et encaissés de tous les matchs joués ;
4. plus grand nombre de points marqués.

Les équipes terminant aux trois premières places sont qualifiées pour le second tour, où elles gardent les points acquis contre les autres équipes de leur groupe elles aussi qualifiées.
| Légende                           |
| --------------------------------- |
| Qualification pour le second tour |
| Élimination du championnat        |

## Classement
| Groupe D (Koper) |          |     |   |   |     |     |      |     |
|                  | Équipe   | Pts | G | P | PP  | PC  | Diff | Dép |
| 1                | Italie   | 10  | 5 | 0 | 391 | 339 | +52  |     |
| 2                | Finlande | 9   | 4 | 1 | 358 | 337 | +21  |     |
| 3                | Grèce    | 8   | 3 | 2 | 392 | 350 | +42  |     |
| 4                | Suède    | 6   | 1 | 4 | 345 | 391 | -46  | +6  |
| 5                | Turquie  | 6   | 1 | 4 | 355 | 398 | -43  | +1  |
| 6                | Russie   | 6   | 1 | 4 | 374 | 400 | -26  | -7  |

## Détails des matchs

### 4 septembre
| 4 septembre 2013 14 h 30 CEST | (en) Boxscore | Turquie                                           | 55-61                    | Finlande                                                         |  | Zlatorog Arena, Celje Affluence : 1 900 Arbitres : Ilija Belošević Joseph Bissang Sergiy Zashchuk |
| 4 septembre 2013 14 h 30 CEST | (en) Boxscore | Score par quart-temps : 8-10, 11-22, 19-17, 17-12 |                          |                                                                  |  | Zlatorog Arena, Celje Affluence : 1 900 Arbitres : Ilija Belošević Joseph Bissang Sergiy Zashchuk |
| 4 septembre 2013 14 h 30 CEST | (en) Boxscore | Ender Arslan 12 Kerem Gönlüm 7 Ender Arslan 5     | Points Rebonds Passes d. | Sasu Salin, Petteri Koponen 12 Petteri Koponen 9 Trois joueurs 3 |  | Zlatorog Arena, Celje Affluence : 1 900 Arbitres : Ilija Belošević Joseph Bissang Sergiy Zashchuk |

| 4 septembre 2013 17 h 45 CEST | (en) Boxscore | Suède                                               | 51-79                    | Grèce                                                              |  | Zlatorog Arena, Celje Affluence : 1 300 Arbitres : Juris Kokainis Ademir Zurapović Renaud Geller |
| 4 septembre 2013 17 h 45 CEST | (en) Boxscore | Score par quart-temps : 13–15, 8–24, 14–20, 16–20   |                          |                                                                    |  | Zlatorog Arena, Celje Affluence : 1 300 Arbitres : Juris Kokainis Ademir Zurapović Renaud Geller |
| 4 septembre 2013 17 h 45 CEST | (en) Boxscore | Jeffery Taylor 16 Joakim Kjellbom 5 Trois joueurs 2 | Points Rebonds Passes d. | Vassilis Spanoulis 13 Loukas Mavrokefalidis 9 Kostas Kaimakoglou 3 |  | Zlatorog Arena, Celje Affluence : 1 300 Arbitres : Juris Kokainis Ademir Zurapović Renaud Geller |

| 4 septembre 2013 21 h 00 CEST | (en) Boxscore | Russie                                             | 69-76                    | Italie                                          |  | Zlatorog Arena, Celje Affluence : 3 700 Arbitres : Robert Lottermoser Seffi Shemmesh Igor Dragojević |
| 4 septembre 2013 21 h 00 CEST | (en) Boxscore | Score par quart-temps : 18-25, 11-17, 13-14, 27-20 |                          |                                                 |  | Zlatorog Arena, Celje Affluence : 3 700 Arbitres : Robert Lottermoser Seffi Shemmesh Igor Dragojević |
| 4 septembre 2013 21 h 00 CEST | (en) Boxscore | Alexey Shved 17 Sergueï Monya 5 Alexey Shved 5     | Points Rebonds Passes d. | Luigi Datome 25 Marco Cusin 9 Marco Belinelli 5 |  | Zlatorog Arena, Celje Affluence : 3 700 Arbitres : Robert Lottermoser Seffi Shemmesh Igor Dragojević |

### 5 septembre
| 5 septembre 2013 14 h 30 CEST | (en) Boxscore | Finlande                                          | 81-60                    | Suède                                              |  | Zlatorog Arena, Celje Affluence : 1 960 Arbitres : Robert Lottermoser Sergiy Zashchuk Igor Dragojević |
| 5 septembre 2013 14 h 30 CEST | (en) Boxscore | Score par quart-temps : 27-27, 21-4, 19-15, 14-14 |                          |                                                    |  | Zlatorog Arena, Celje Affluence : 1 960 Arbitres : Robert Lottermoser Sergiy Zashchuk Igor Dragojević |
| 5 septembre 2013 14 h 30 CEST | (en) Boxscore | Gerald Lee 14 Tuukka Kotti 8 Petteri Koponen 6    | Points Rebonds Passes d. | Jeffery Taylor 19 Jeffery Taylor 6 Jonas Jerebko 4 |  | Zlatorog Arena, Celje Affluence : 1 960 Arbitres : Robert Lottermoser Sergiy Zashchuk Igor Dragojević |

| 5 septembre 2013 17 h 45 CEST | (en) Boxscore | Italie                                             | 90-75                    | Turquie                                           |  | Zlatorog Arena, Celje Affluence : 3 000 Arbitres : Ademir Zurapović Juris Kokainis Renaud Geller | Sport+ |
| 5 septembre 2013 17 h 45 CEST | (en) Boxscore | Score par quart-temps : 22–19, 22–15, 30–23, 16–18 |                          |                                                   |  | Zlatorog Arena, Celje Affluence : 3 000 Arbitres : Ademir Zurapović Juris Kokainis Renaud Geller | Sport+ |
| 5 septembre 2013 17 h 45 CEST | (en) Boxscore | Pietro Aradori 23 Nicolò Melli 10 Travis Diener 4  | Points Rebonds Passes d. | Aşık, Türkoğlu 12 Emir Preldzic 8 Trois joueurs 4 |  | Zlatorog Arena, Celje Affluence : 3 000 Arbitres : Ademir Zurapović Juris Kokainis Renaud Geller | Sport+ |

| 5 septembre 2013 21 h 00 CEST | (en) Boxscore | Grèce                                                               | 80-71                    | Russie                                            |  | Zlatorog Arena, Celje Affluence : 2 500 Arbitres : Ilija Belošević Marius Ciulin Joseph Bissang |
| 5 septembre 2013 21 h 00 CEST | (en) Boxscore | Score par quart-temps : 16–21, 25–13, 21–13, 18–24                  |                          |                                                   |  | Zlatorog Arena, Celje Affluence : 2 500 Arbitres : Ilija Belošević Marius Ciulin Joseph Bissang |
| 5 septembre 2013 21 h 00 CEST | (en) Boxscore | Spanoulis, Kaimakoglou 11 Bourousis, Mavrokefalidis 6 Nikos Zisis 6 | Points Rebonds Passes d. | Alexey Shved 17 Sergueï Karassev 7 Alexey Shved 4 |  | Zlatorog Arena, Celje Affluence : 2 500 Arbitres : Ilija Belošević Marius Ciulin Joseph Bissang |

### 7 septembre
| 7 septembre 2013 14 h 30 CEST | (en) Boxscore | Russie                                                | 62-81                    | Suède                                               |  | Zlatorog Arena, Celje Affluence : 1 630 Arbitres : Seffi Shemmesh Juris Kokainis Igor Dragojević |
| 7 septembre 2013 14 h 30 CEST | (en) Boxscore | Score par quart-temps : 15-18, 14-16, 16-18, 17-29    |                          |                                                     |  | Zlatorog Arena, Celje Affluence : 1 630 Arbitres : Seffi Shemmesh Juris Kokainis Igor Dragojević |
| 7 septembre 2013 14 h 30 CEST | (en) Boxscore | Alexey Shved 15 Evgeny Valiev 6 Ponkrashov, Fridzon 4 | Points Rebonds Passes d. | Jeffery Taylor 25 Jonas Jerebko 13 Jeffery Taylor 4 |  | Zlatorog Arena, Celje Affluence : 1 630 Arbitres : Seffi Shemmesh Juris Kokainis Igor Dragojević |

| 7 septembre 2013 17 h 45 CEST | (en) Boxscore | Italie                                                | 62-44                    | Finlande                                      |  | Zlatorog Arena, Celje Affluence : 3 170 Arbitres : Ilija Belošević Marius Ciulin Joseph Bissang | Sport+ |
| 7 septembre 2013 17 h 45 CEST | (en) Boxscore | Score par quart-temps : 14–17, 17–9, 15–8, 16–10      |                          |                                               |  | Zlatorog Arena, Celje Affluence : 3 170 Arbitres : Ilija Belošević Marius Ciulin Joseph Bissang | Sport+ |
| 7 septembre 2013 17 h 45 CEST | (en) Boxscore | Luigi Datome 10 Datome, Cinciarini 8 Pietro Aradori 5 | Points Rebonds Passes d. | Trois joueurs 8 Tuukka Kotti 7 Cinq joueurs 1 |  | Zlatorog Arena, Celje Affluence : 3 170 Arbitres : Ilija Belošević Marius Ciulin Joseph Bissang | Sport+ |

| 7 septembre 2013 21 h 00 CEST | (en) Boxscore | Turquie                                            | 61-84                    | Grèce                                                    |  | Zlatorog Arena, Celje Affluence : 3 010 Arbitres : Robert Lottermoser Ademir Zurapović Renaud Geller | Sport+ |
| 7 septembre 2013 21 h 00 CEST | (en) Boxscore | Score par quart-temps : 16–21, 19–20, 14–23, 12–20 |                          |                                                          |  | Zlatorog Arena, Celje Affluence : 3 010 Arbitres : Robert Lottermoser Ademir Zurapović Renaud Geller | Sport+ |
| 7 septembre 2013 21 h 00 CEST | (en) Boxscore | Ersan İlyasova 13 Kerem Gönlüm 8 Ender Arslan 5    | Points Rebonds Passes d. | Ioánnis Bouroúsis 21 Kostas Kaimakoglou 6 Nikos Zisis 11 |  | Zlatorog Arena, Celje Affluence : 3 010 Arbitres : Robert Lottermoser Ademir Zurapović Renaud Geller | Sport+ |

### 8 septembre
| 8 septembre 2013 14 h 30 CEST | (en) Boxscore | Finlande                                                           | 86-83                    | Russie                                             | 2xOT | Zlatorog Arena, Celje Affluence : 2 370 Arbitres : Robert Lottermoser Marius Ciulin Igor Dragojević |
| 8 septembre 2013 14 h 30 CEST | (en) Boxscore | Score par quart-temps : 16-18, 15-12, 10-16, 26-21, OT : 8-8, 11-8 |                          |                                                    | 2xOT | Zlatorog Arena, Celje Affluence : 2 370 Arbitres : Robert Lottermoser Marius Ciulin Igor Dragojević |
| 8 septembre 2013 14 h 30 CEST | (en) Boxscore | Shawn Huff 20 Kotti, Salin 10 Petteri Koponen 11                   | Points Rebonds Passes d. | Alexey Shved 25 Vitaly Fridzon 10 Shved, Fridzon 6 | 2xOT | Zlatorog Arena, Celje Affluence : 2 370 Arbitres : Robert Lottermoser Marius Ciulin Igor Dragojević |

| 8 septembre 2013 17 h 45 CEST | (en) Boxscore | Grèce                                              | 72-81                    | Italie                                                   |  | Zlatorog Arena, Celje Affluence : 3 170 Arbitres : Ilija Belošević Renaud Geller Sergiy Zashchuk |
| 8 septembre 2013 17 h 45 CEST | (en) Boxscore | Score par quart-temps : 16–16, 22–20, 18–27, 16–18 |                          |                                                          |  | Zlatorog Arena, Celje Affluence : 3 170 Arbitres : Ilija Belošević Renaud Geller Sergiy Zashchuk |
| 8 septembre 2013 17 h 45 CEST | (en) Boxscore | Nikos Zisis 16 Antonis Fotsis 5 Sloukas, Zisis 4   | Points Rebonds Passes d. | Marco Belinelli 23 Marco Belinelli 7 Andrea Cinciarini 4 |  | Zlatorog Arena, Celje Affluence : 3 170 Arbitres : Ilija Belošević Renaud Geller Sergiy Zashchuk |

| 8 septembre 2013 21 h 00 CEST | (en) Boxscore | Suède                                              | 74-87                    | Turquie                                         |  | Zlatorog Arena, Celje Affluence : 1 290 Arbitres : Ademir Zurapović Joseph Bissang Seffi Shemmesh |
| 8 septembre 2013 21 h 00 CEST | (en) Boxscore | Score par quart-temps : 17–17, 18–23, 23–27, 16–20 |                          |                                                 |  | Zlatorog Arena, Celje Affluence : 1 290 Arbitres : Ademir Zurapović Joseph Bissang Seffi Shemmesh |
| 8 septembre 2013 21 h 00 CEST | (en) Boxscore | Jeffery Taylor 18 Grant, Kjellbom 5 Kenny Grant 4  | Points Rebonds Passes d. | Ender Arslan 22 Kerem Gönlüm 6 Emir Preldzic 10 |  | Zlatorog Arena, Celje Affluence : 1 290 Arbitres : Ademir Zurapović Joseph Bissang Seffi Shemmesh |

### 9 septembre
| 9 septembre 2013 14 h 30 CEST | (en) Boxscore | Grèce                                                  | 77-86                    | Finlande                                           |  | Zlatorog Arena, Celje Affluence : 2 300 Arbitres : Robert Lottermoser Ademir Zurapović Seffi Shemmesh |
| 9 septembre 2013 14 h 30 CEST | (en) Boxscore | Score par quart-temps : 23–22, 12–14, 12–21, 30–29     |                          |                                                    |  | Zlatorog Arena, Celje Affluence : 2 300 Arbitres : Robert Lottermoser Ademir Zurapović Seffi Shemmesh |
| 9 septembre 2013 14 h 30 CEST | (en) Boxscore | Nikos Zisis 19 Loukas Mavrokefalidis 7 Trois joueurs 3 | Points Rebonds Passes d. | Petteri Koponen 29 Tuukka Kotti 6 Koponen, Salin 3 |  | Zlatorog Arena, Celje Affluence : 2 300 Arbitres : Robert Lottermoser Ademir Zurapović Seffi Shemmesh |

| 9 septembre 2013 17 h 45 CEST | (en) Boxscore | Italie                                                      | 82-79                    | Suède                                               |  | Zlatorog Arena, Celje Affluence : 1 960 Arbitres : Marius Ciulin Igor Dragojević Sergiy Zashchuk |
| 9 septembre 2013 17 h 45 CEST | (en) Boxscore | Score par quart-temps : 27–20, 16–28, 20–15, 19–16          |                          |                                                     |  | Zlatorog Arena, Celje Affluence : 1 960 Arbitres : Marius Ciulin Igor Dragojević Sergiy Zashchuk |
| 9 septembre 2013 17 h 45 CEST | (en) Boxscore | Alessandro Gentile 19 Pietro Aradori 7 Alessandro Gentile 5 | Points Rebonds Passes d. | Jeffery Taylor 28 Jonas Jerebko 8 Thomas Massamba 5 |  | Zlatorog Arena, Celje Affluence : 1 960 Arbitres : Marius Ciulin Igor Dragojević Sergiy Zashchuk |

| 9 septembre 2013 21 h 00 CEST | (en) Boxscore | Turquie                                            | 77-89                    | Russie                                              |  | Zlatorog Arena, Celje Affluence : 2 110 Arbitres : Ilija Belošević Renaud Geller Juris Kokainis |
| 9 septembre 2013 21 h 00 CEST | (en) Boxscore | Score par quart-temps : 17–16, 23–23, 17–19, 20–31 |                          |                                                     |  | Zlatorog Arena, Celje Affluence : 2 110 Arbitres : Ilija Belošević Renaud Geller Juris Kokainis |
| 9 septembre 2013 21 h 00 CEST | (en) Boxscore | Oğuz Savaş 18 Gönlüm, İlyasova 6 Arslan, Güler 3   | Points Rebonds Passes d. | Sergueï Karassev 25 Quatre joueurs 5 Alexey Shved 9 |  | Zlatorog Arena, Celje Affluence : 2 110 Arbitres : Ilija Belošević Renaud Geller Juris Kokainis |

### Articles liés
1. Groupe A du Championnat d'Europe de basket-ball 2013
2. Groupe B du Championnat d'Europe de basket-ball 2013
3. Groupe C du Championnat d'Europe de basket-ball 2013